# 第二次共产党
第二次共产党（日语：／）是指自1926年（大正十五年）12月，在日本共产党第三次大会（五色温泉大会）上重建之后，处于非法状态的日本共产党。
广义上，“第二次共产党”指的是从该次重建起，直到1935年（昭和十年）3月，作为二战前最后一位中央委员的袴田里见被捕，党中央最终被摧毁为止的这一时期；狭义上，则有时特指1929年“四一六事件”中大量党员被捕、组织一度瓦解之前的这一段时期。